# Піщаленко Сава Мусійович
Сава Мусійович Піщаленко (4 грудня 1888 — †?) — полковник Армії УНР.

## Життєпис
Походив з міщан Київської губернії. Закінчив Чугуївське військове училище (1909), вийшов підпоручиком до 43-го піхотного Охотського полку (Луцьк), у складі якого брав участь у Першій світовій війні. Останнє звання у російській армії — капітан
Старшина Сердюцької дивізії створеної у липні 1918 урядом гетьмана Павла Скоропадського. За Гетьманату був підвищений до звання військового старшини.
З кінця березня до 25 жовтня 1919 служив командиром 3-го Січового полку Армії УНР, чисельність полку досягала 800—900 багнетів.
20 березня 1919 р. як командир полку o 14-й годині прибув ст. Романів з 3-ім куренем 3-го січового полку і взяв участь в бою з більшовиками на залізниці Бердичев-Шепетівка.
За деякими даними — помер від тифу, за іншими — перейшов на бік Збройних Сил Півдня Росії.